# Un paquet de blondes
Un paquet de blondes (The Blonde) est un roman policier de l’écrivain australien Carter Brown publié en 1958 en Australie et aux États-Unis. Le livre paraît en France en 1959 dans la Série noire. La traduction, prétendument "de l'américain", est signée Janine Hérisson.  C'est une des nombreuses aventures du lieutenant Al Wheeler, bras droit du shérif Lavers dans la ville californienne fictive de Pine City - la deuxième traduite en français aux Éditions Gallimard. Le héros est aussi le narrateur.
L'auteur a écrit un autre roman du même titre en 1955. Toutefois, le fait que la présentation des personnages, y compris du héros, se fasse dans À pâlir la nuit (The Body, 1958) prouve  que c'est bien le livre  The Blonde de 1958 qui est traduit en français en 1959.

## Résumé
Une émission de télévision à sensation doit être enregistrée à Pine City : une certaine Georgia Brown doit y faire des révélations au sujet de la mort de l'acteur Lee Manning. Des personnalités seraient en cause. Détaché de la Criminelle pour assister le shérif Lavers, Al Wheeler doit veiller à la sécurité des participants, mais lorsqu'il sonne chez Georgia Brown, une bombe explose... Il ne lui reste plus qu'à cuisiner les quatre personnes que la victime comptait dénoncer en direct. Mais ce n'est pas si simple et des "fantômes" remontent du passé avec des visées criminelles. Parfois sous la forme de ravissantes femmes, ce qui corse l'enquête du lieutenant.

## Personnages
- Al Wheeler, lieutenant enquêteur au bureau du shérif de Pine City.
- Le shérif Lavers.
- Le sergent Polnik.
- Annabelle Jackson, secrétaire du shérif.
- Doc Murphy, médecin légiste.
- Capitaine Parker, de la Criminelle.
- Georgia Brown, ancienne vedette de télévision et de cinéma.
- Paula Reid, animatrice de l'émission Sans merci.
- Janice Jorgens, sa secrétaire.
- Norman Coates, producteur de cinéma.
- Hillary Blaine, financier.
- Kay Steinway, comédienne chanteuse.
- Kent Fargo, gangster officiellement reconverti en homme d'affaires.
- Toni, sa maîtresse.
- Charlie Dunn, homme de main de Fargo.
- Lieutenant Monro, de la police de Laguna Beach.
- Capitaine Parsons, des Recherches dans l'intérêt des familles.
- Chuck Finley, agent artistique.

## Édition
- Série noire no 482, 1959  (ISBN 2070474828). Rééditions : La Poche noire no 6 (1967)  (ISBN 9782071024154) - Carré noir no 49 (1972)  (ISBN 2070430499).